# Notre-Dame-de-la-Mer (kerk)
De Notre-Dame-de-la-Mer is een rooms-katholiek kerkgebouw in de Franse stad Saintes-Maries-de-la-Mer.

## Geschiedenis
De Notre-Dame-de-la-Mer werd in de 12e eeuw gebouwd als priorijkerk, behorend tot de Abdij van Montmajour. De oorspronkelijke kerk was een eenschepig gebouwd van Breuksteen met drie traveeën. In de 14e eeuw werd het gebouw als weerkerk versterkt met een verdedigingsmuur voorzien van kantelen en weererkers. In de 15e eeuw werd het schip met twee traveeën verlengd.
Sinds 1840 is de kerk een beschermd monument (monument historique).

## Bedevaartskerk
De kerk is een belangrijk centrum van Mariaverering; meer specifiek de drie Maria's (Saintes-Maries). Daarnaast bevindt zich in de crypte van de kerk het beeld van Zwarte Sara, patroonheilige van de Roma.

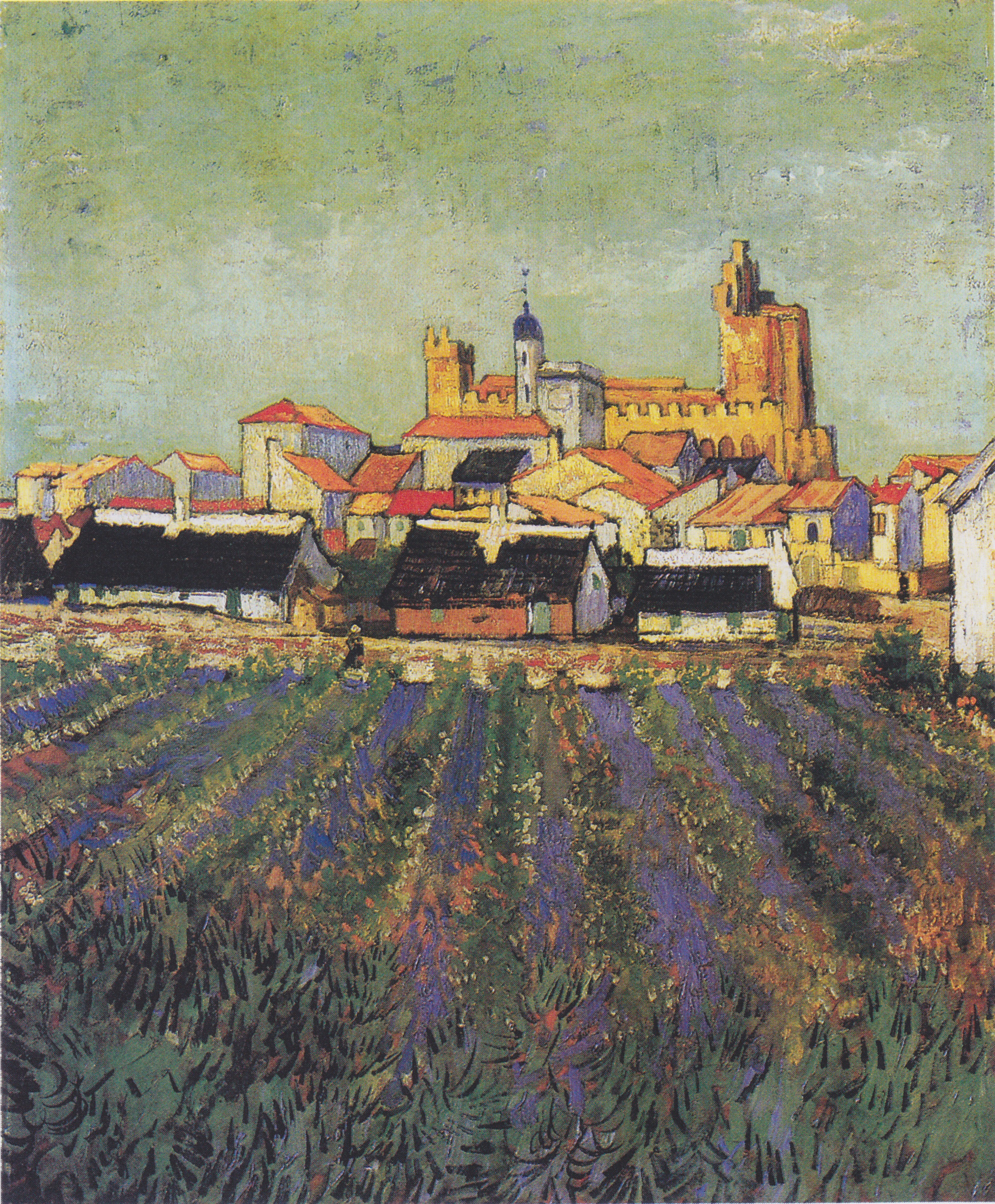
Blik op Saintes-Maries-de-la-Mer (Vincent van Gogh, 1888)
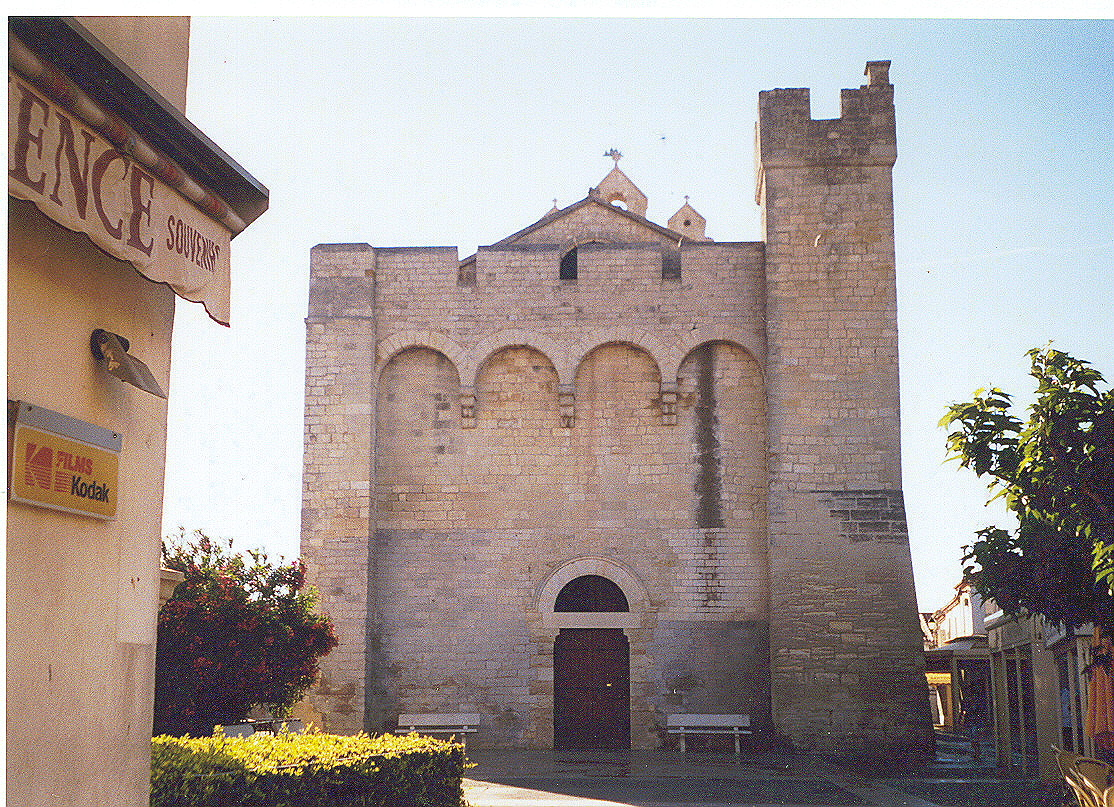
Westbouw
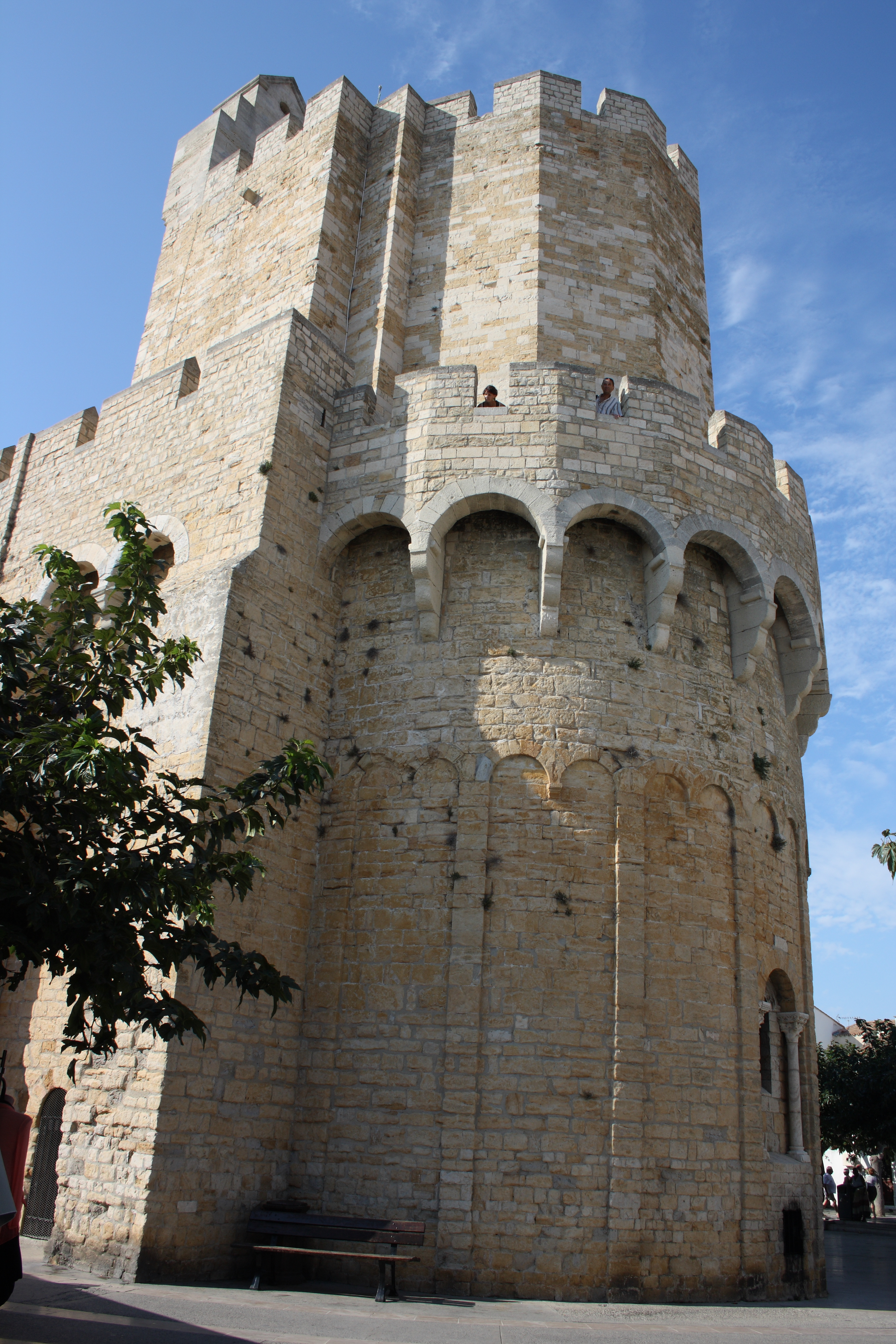
Koor
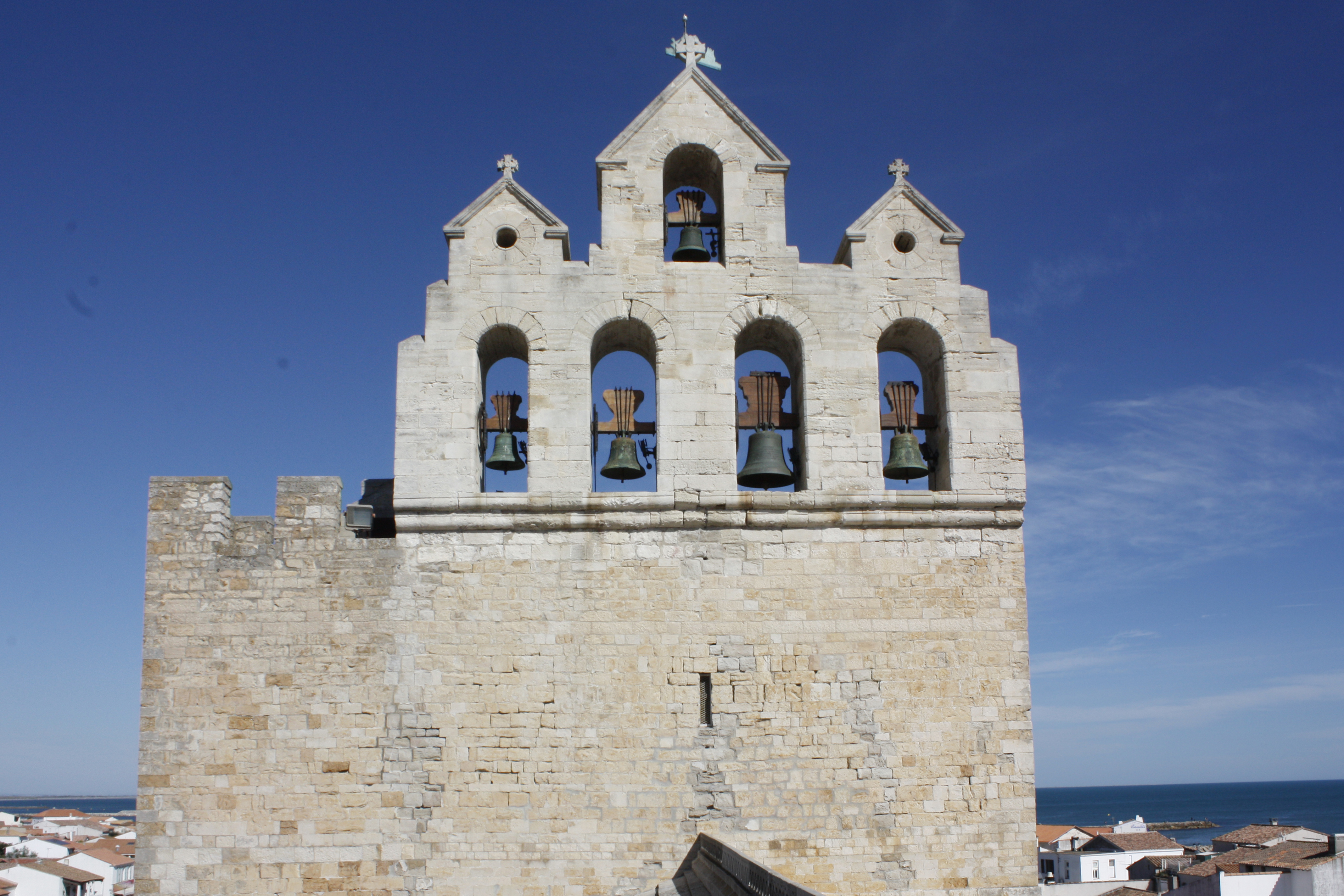
klokkentoren
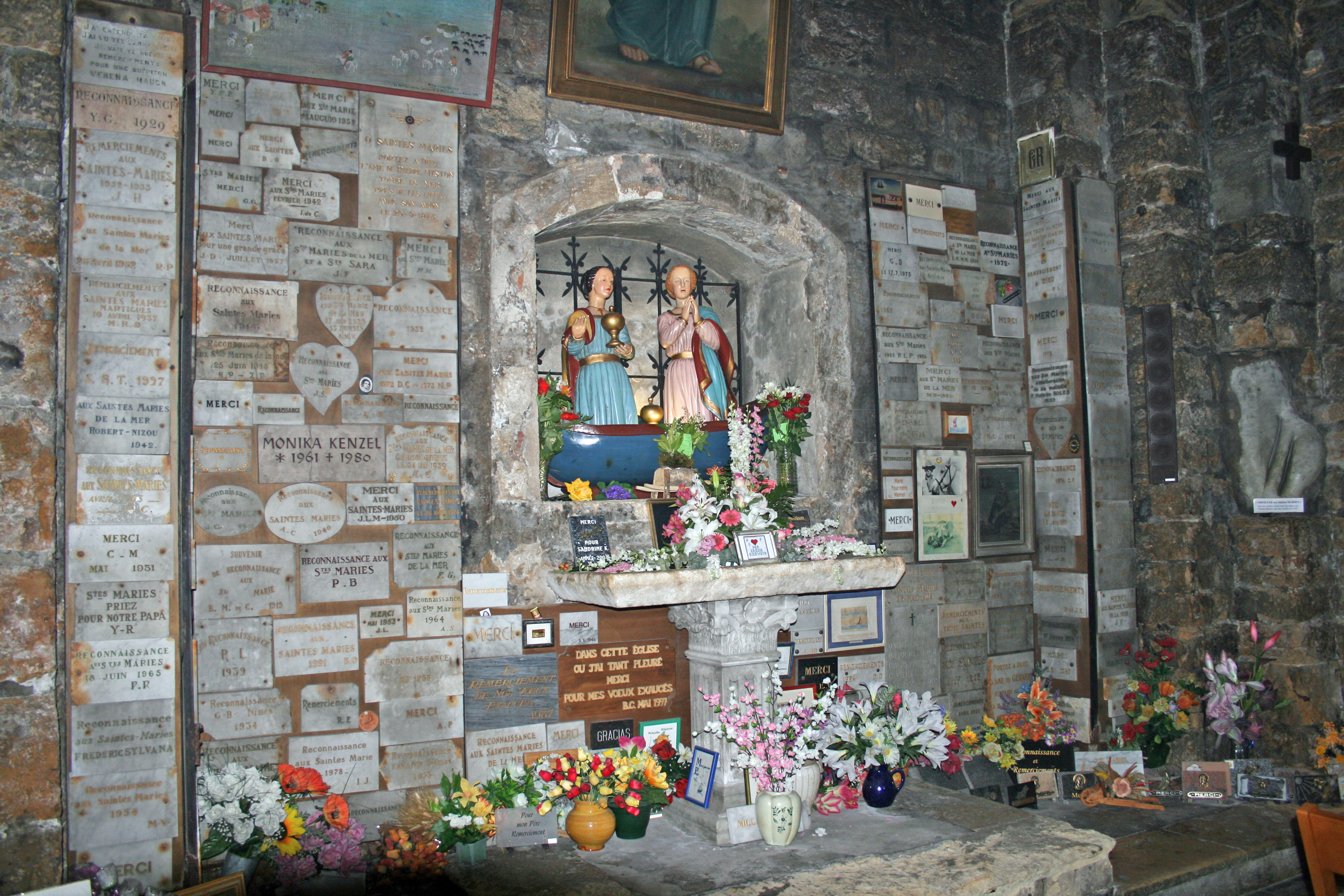
Saintes Maries (Heilige Maria's: Marie-Jacobé en Marie-Salomé)
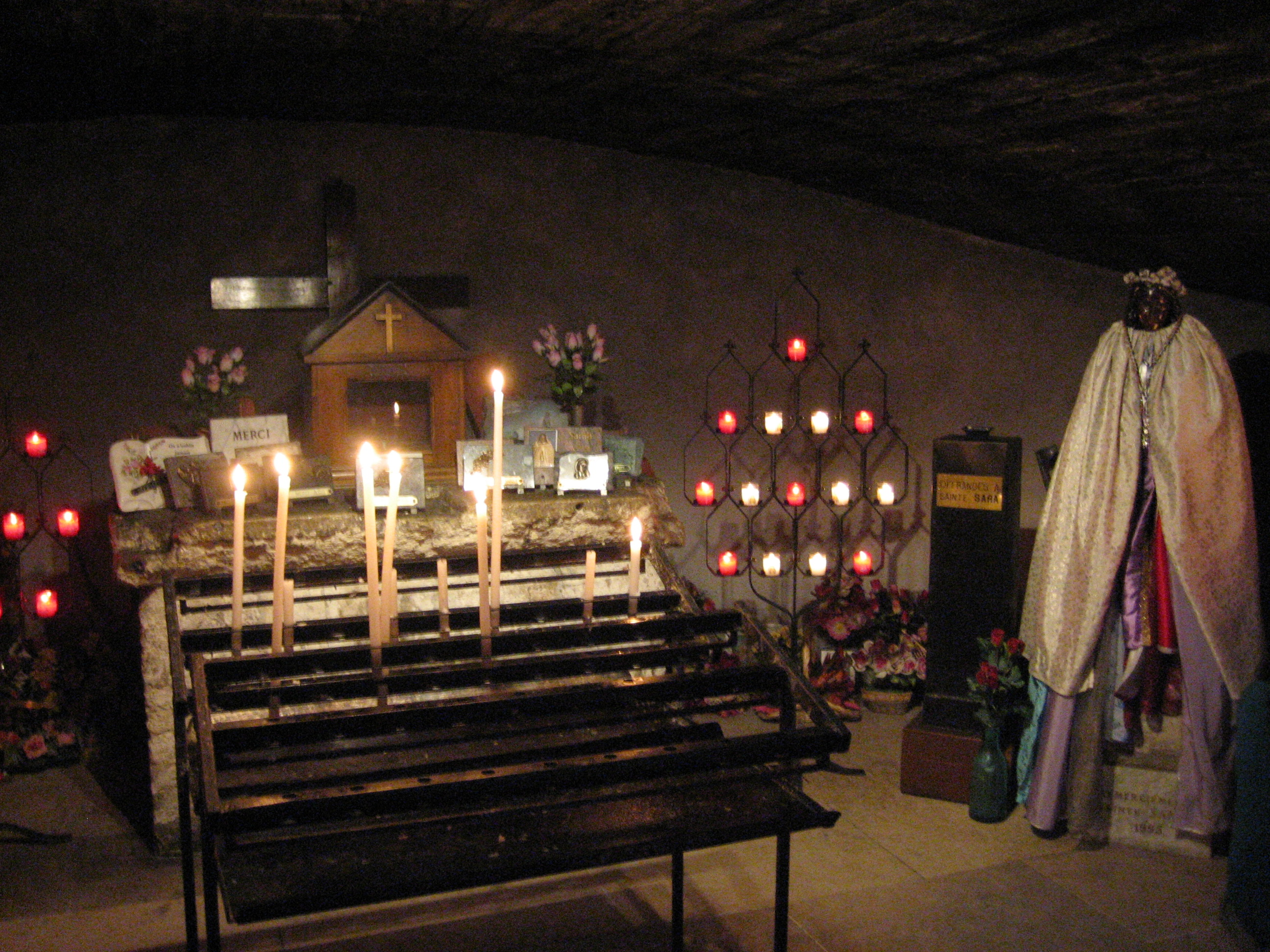
Crypte met Zwarte Sara